# 古希腊陶器

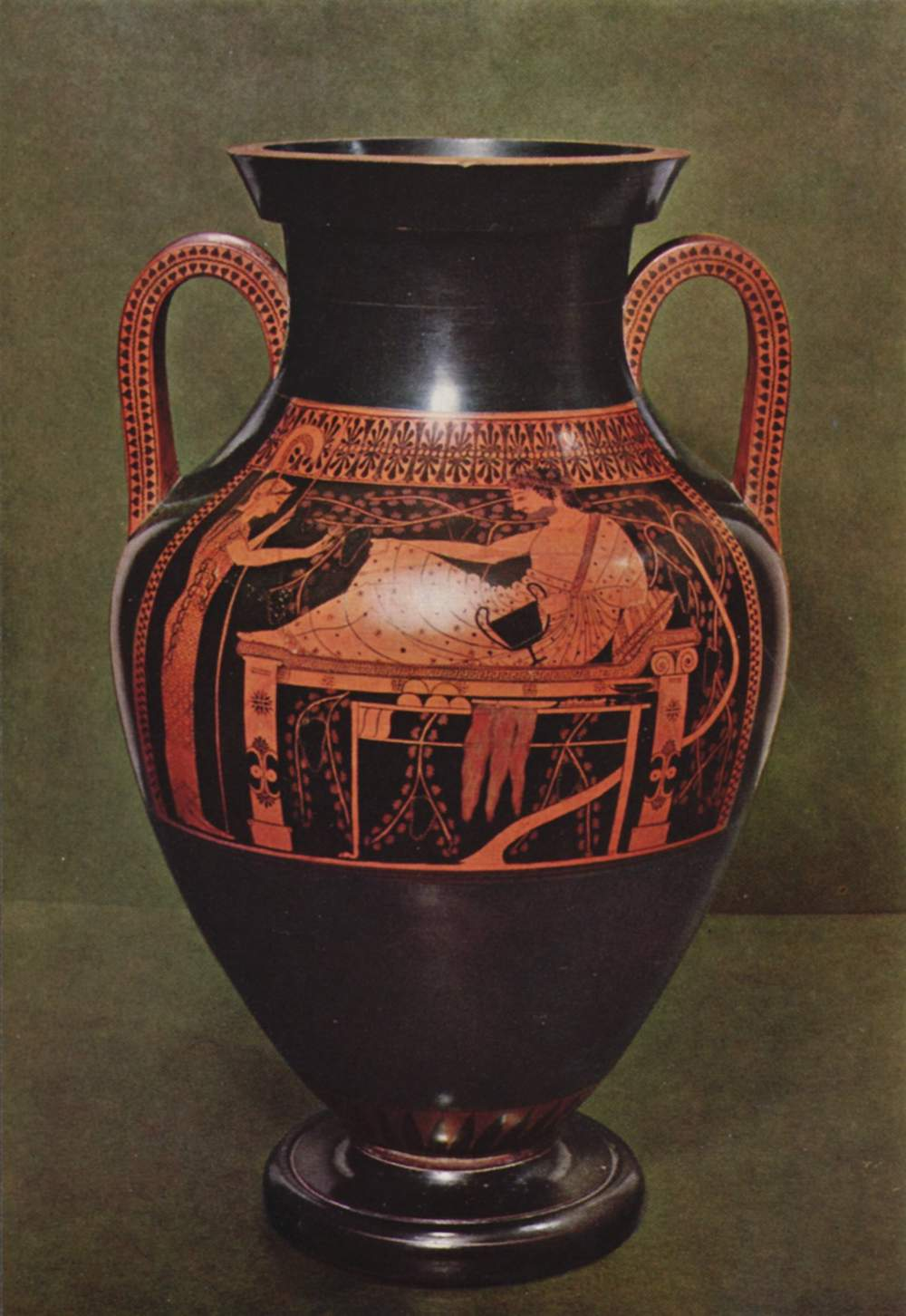
双语双耳细颈瓶

古希腊陶器指由古希腊人制造的陶瓷，陶器上的图饰成为了了解希腊绘画艺术发展过程的主要来源。根据不同用途，大小和形状也各不相同：大型的器皿主要用于贮藏和运送液体（酒、橄榄油、水），较小的陶器则用来装香水和药膏。最早的风格，即几何图形风格（约公元前1000~前700），以几何装饰图案为特色，后来发展出格式化的人物形象描述故事场景。从公元前8世纪末到前7世纪初，东方的影响日益增加，形成“东方化”主题（狮身人面像、狮身鸟首兽），著名的为科林斯制陶器（约公元前700），当时的画家创造出黑彩陶器。雅典人采用了这种黑彩陶器风格，从公元前600年开始雅典渐渐成为希腊制造陶器的重镇，并在公元前540年左右发明红彩陶器。到了公元前4世纪，陶器图案已经衰退，至该世纪末在雅典消亡。